# Susann Heenen-Wolff
Susann Heenen-Wolff (* 3. April 1956 in Duisburg als Susann Heenen) ist eine deutsche Psychologin, Psychoanalytikerin, Hochschullehrerin und Publizistin.

## Leben
Heenen-Wolff studierte Pädagogik, Psychologie und Soziologie an der Hebrew University in Jerusalem, an der Universität Frankfurt am Main, und an der Université Paris X, Nanterre. 1986 wurde sie in Frankfurt am Main über Die Freudsche Psychoanalyse zwischen Assimilation und Antisemitismus promoviert. Sie war journalistisch und editorisch aktiv, veröffentlichte unter anderem Interviews mit Holocaustüberlebenden. Später ließ sie sich in Heidelberg zur Gruppenanalytikerin, in Paris zur Einzelanalytikerin ausbilden. Seit 1995 lebt sie in Belgien. 2001 wurde sie Professorin für Klinische Psychologie an der Université libre de Bruxelles, 2006 Professorin für Klinische Psychologie an der Université catholique de Louvain.
Zu ihren bekanntesten Büchern gehört Im Haus des Henkers. Gespräche in Deutschland.

## Werke (Auswahl)
Schriften
- Erez Palästina. Juden und Palästinenser im Konflikt um ein Land. Sendler, Frankfurt am Main 1987, ISBN 3-88048-083-4; erweiterte Neuausgabe: Luchterhand, Frankfurt am Main 1990, ISBN 3-630-61945-2.
- „Wenn ich Oberhuber hieße…“ Die Freudsche Psychoanalyse zwischen Assimilation und Antisemitismus. Nexus, Frankfurt am Main 1987, ISBN 3-923301-18-9.
- Im Haus des Henkers. Gespräche in Deutschland. Dvorah, Frankfurt am Main 1992, ISBN 3-927926-15-9; Taschenbuchausgabe: Im Land der Täter. Gespräche mit überlebenden Juden. Fischer-Taschenbuch-Verlag, Frankfurt am Main 1994, ISBN 3-596-12080-2.
- Nachahnung. Roman. Picus, Wien 1995, ISBN 3-85452-270-3.
- Psychoanalyse und Freiheit. Lang, Frankfurt am Main 2010, ISBN 978-3-631-60860-9.
- Petit guide du jeune psy, avec Isabelle Lafarge, Edition Impress, Paris 2008, ISBN 978-2-84835-142-1.
- Psychanalyse pour une certaine liberté, De Boeck, Bruxelles, ISBN 978-2-8041-5373-1.